# Georg Stiernhielm
Georg Stiernhielm (7 de agosto de 1598-22 de abril de 1672) fue un lingüista y poeta sueco, considerado como el "padre de la poesía sueca".

## Biografía
Georg Stiernhielm nació en una familia de clase media en el pueblo de Svartskär (Dalarna); su apellido Stiernheilm (literalmente, "casco de estrellas") lo adquirió más adelante en su vida, cuando ascendió hasta la nobleza. Creció en la región de Bergslagen, donde su padre trabajaba en el negocio de la minería. Recibió su primera educación en esa misma región, en Västerås, pero la completó más tarde en Alemania y los Países Bajos.
Fue un pionero de los estudios lingüísticos, y aunque muchas de sus conclusiones han sido falsadas posteriormente, en su época gozaron de gran prestigio entre sus contemporáneos. Stiernhielm intentó probar que el idioma gótico, que él identificaba con el nórdico antiguo, era el origen de todas las lenguas, al igual que los países nórdicos eran la vagina gentium, el lugar de origen de toda la humanidad.
Su obra más famosa sin embargo es su poema Hercules, una epopeya en hexámetros sobre el héroe griego, al que se presenta en su juventud, siendo tentado por Fru Lusta ("Doña Lujuria") y sus hijas para que abandone el camino recto. La fuente de esta alegoría puede rastrearse en el sofista Pródico de Ceos, tal y como se ha conservado en Jenofonte. Con esta obra, Stiernhielm fue el primero en aplicar a la poesía sueca los temas y metros de la literatura clásica, sustituyendo la alternancia de sílabas largas y breves por sílabas tónicas y átonas, de acuerdo con los principios desarrollados por Martin Opitz y aplicados al sueco por Andreas Arvidi. Por ello se le conoce como "el padre de la poesía sueca".